# Institut for Miljø, Samfund og Rumlig Forandring
Institut for Miljø, Samfund og Rumlig Forandring var et institut af seks indtil 2016 på Roskilde Universitet, som arbejder indenfor det samfundsvidenskabelige og naturvidenskabelige område. På instituttet findes uddannelser i Geografi, Teknik, Miljø og Samfund, Miljøbiologi og Sundhedsfremme og Sundhedsstrategier, mens en samlet planlægger-uddannelse er ved at blive udviklet.